# بقلة أطلسية
البقلة الأطلسية، تسمى في بعض المصادر بالقد الأطلسي (الاسم العلمي Atlantic cod)، هي سمكة من فصيلة الغادسيات يصل طوله إلى 1,5 م، تُعتبر البقلة الأطلسية صيادةً شرسةً، وهي تسبح في أسراب بالقرب من سطح الماء لكنها يُفتشُ عن طعامها في قاع البحر وصولًا إلى 600 متر.تُفضل أسماك البقلة المياه الباردة التي تراوح حرارتها من درجتين إلى 10 درجات مئوية، وتُهاجر أحيانًا وفق التيارات الباردة خارج منطقة انتشارها المعتاد. تضع إناث البقلة حوالي 9 ملايين بيضة في شباط ونسيان. وتسبح هذه البيوض ومن ثم الصغار الفاقسة حديثًا في الماء بحرية، تتعرض غالبيتها للهجوم من أسماك أخرى ويتم أكلها، فتسلم فقط بعض البيوض التي يُتاح لها إكمال مسارها وصولًا إلى مرحلة اكتمال النمو. وتتغذى أسماك البقلة الأطلسية على الحلقيات، والقشريات، والرخويات، وأسماك الرنكة، وسمك الكبلين، وأنقليسات الرمل. تنتشر في المحيط الأطلسي الشمالي وبحر البلطيق وبحر برنتس، وتستوطن المياه الساحلية وصولًا إلى 600 متر عمقًا.

## معرض صور

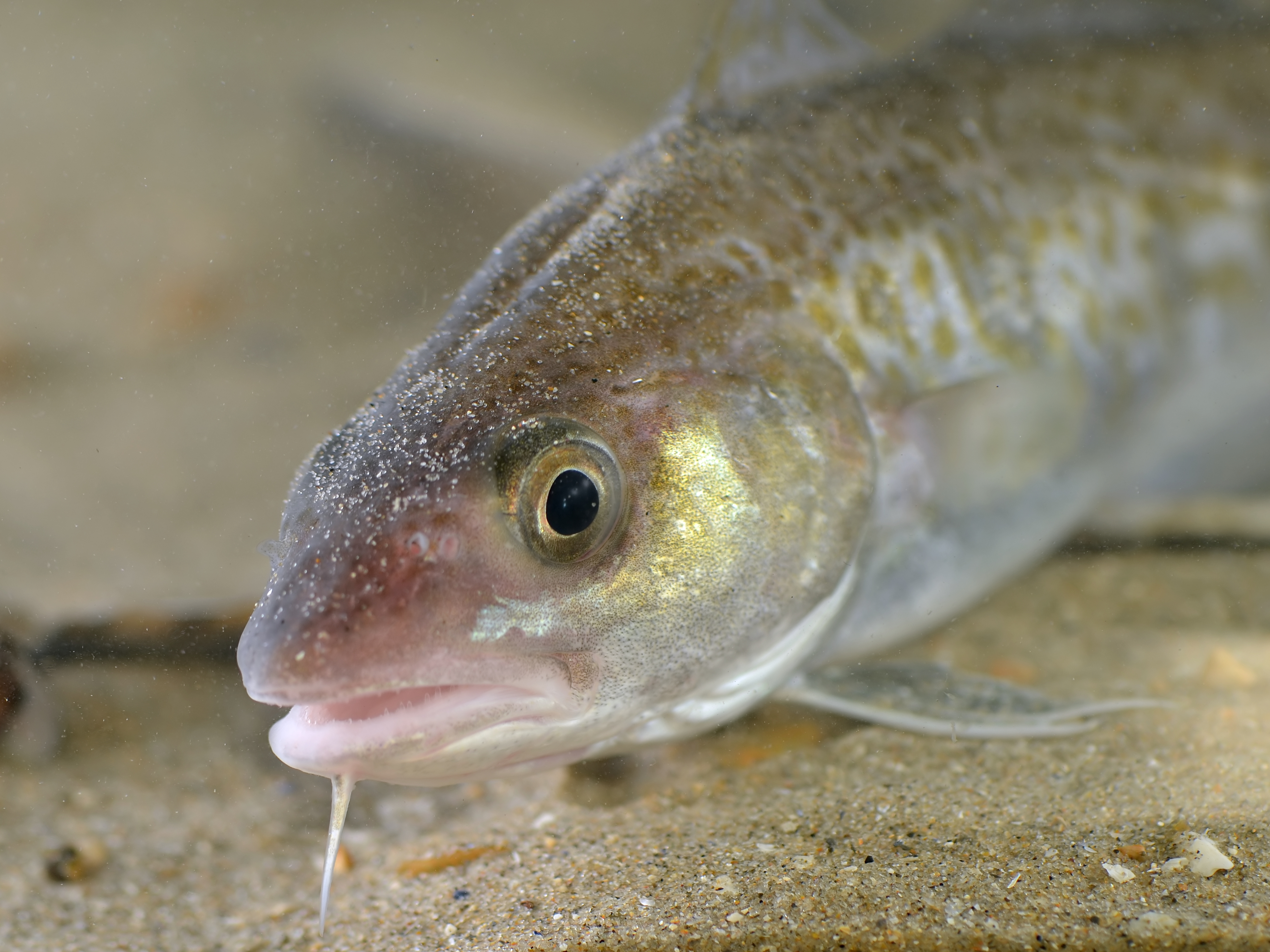
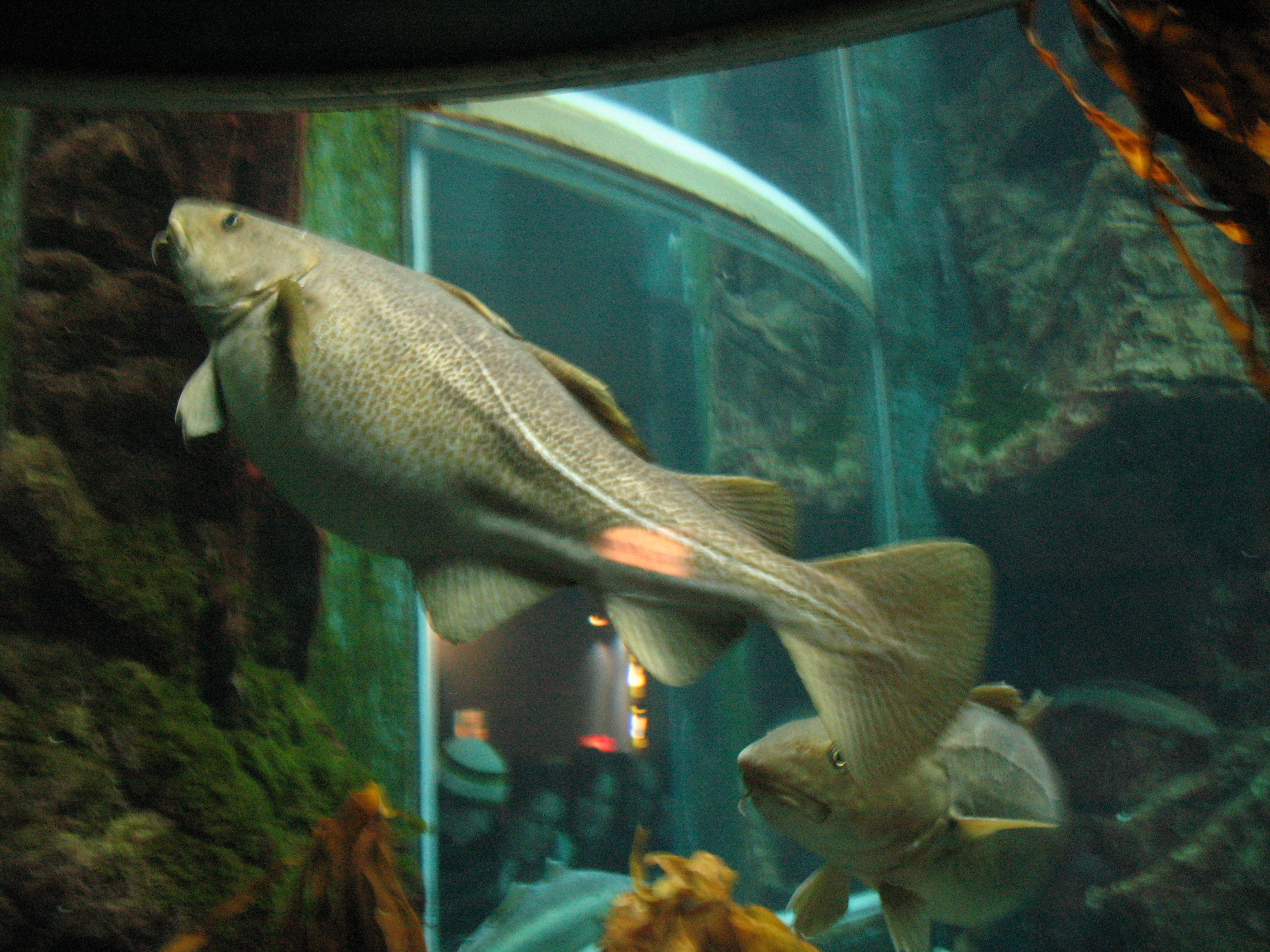
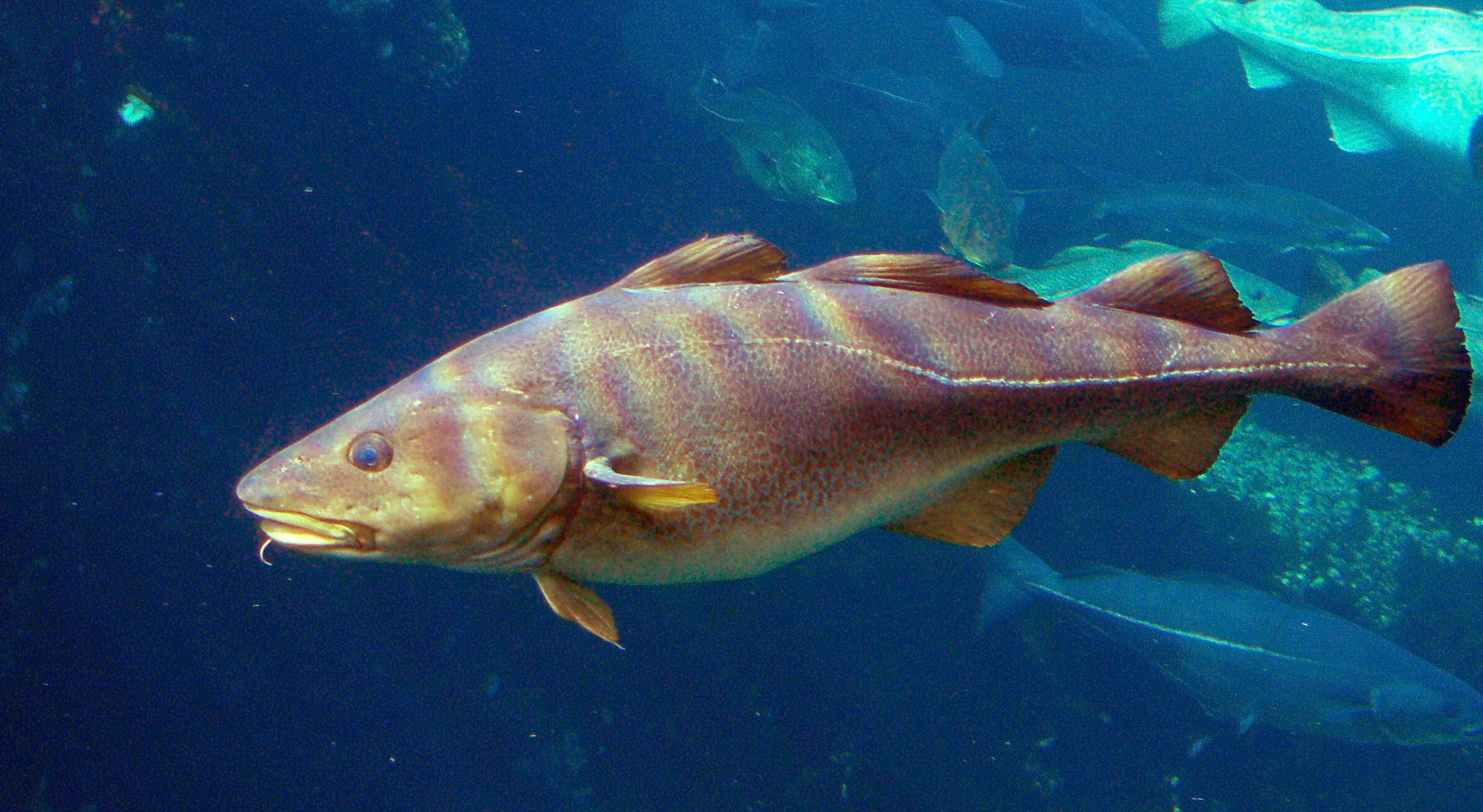